# Reichskommissar 1848/1849
Ein Reichskommissar (manchmal auch: Reichskommissär oder Reichsbevollmächtigter) war in den Jahren 1848/1849 ein Beauftragter der deutschen Zentralgewalt, der vorläufigen Regierung für das damals entstehende Deutsche Reich. Die Reichskommissare erfüllten meist konkrete Aufgaben in einem Einzelstaat.

## Funktion
Das Reichsinnenministerium entsandte Reichskommissare vor allem an Krisenherde der Revolution, zur Vermittlung gegenüber Regierungen der Einzelstaaten oder für andere Aufgaben. Dabei erhielten sie vom Reichsverweser eine Vollmacht ausgestellt, die ihnen theoretisch meist alle erforderlichen Befugnisse zuwies. Etwas ausrichten konnten die Reichskommissare allerdings nur, wenn der Einzelstaat und dessen Behörden mitarbeiten wollten.
Reichskommissar Eduard Souchay beispielsweise setzte im revolutionären Schleswig-Holstein eine Statthalter-Regierung ein, was in der damaligen Situation dort angenommen wurde; erst 1851 trat diese Regierung ab, also lange nach dem Ende der Zentralgewalt selbst. Friedrich Ferdinand von Ammon und weitere Reichskommissare waren zu deutschen Kleinstaaten geschickt worden, um die Zahl der Kleinstaaten etwa durch Zusammenlegung zu verringern (sogenannte Mediatisierungsfrage).

## Liste
- Friedrich Ferdinand von Ammon, Reichskommissar für Anhalt-Bernburg, 4. November 1848 bis 25. Januar 1849
- Moritz Adolf Briegleb, Reichskommissar für Sachsen, 7. bis 12. Mai 1849
- Ysaak Brons, Reichskommissar zur Regulierung der Angelegenheiten der Hamburger Flottille, 24. Januar bis 13. März 1849
- Anton Christ, Reichskommissar für Baden, 16. Mai bis 1. Juni 1849
- Jacob Bernhard Eisenstuck, Reichskommissar für die Pfalz, 5. Mai bis 11. Mai 1849
- Albrecht Ernst Stellanus Reichsgraf von Holtzendorff, Reichskommissar für Thüringen, 20. Dezember 1848 bis 19. April 1849
- Gustav Ludwig Emil Graf von Keller, Reichskommissar für die südwestdeutschen Staaten, 23. September bis 28. Oktober 1848
- Theodor Friedrich Knyn, Reichskommissar für die Spielbank in Homburg, 3. bis 9. Mai 1849
- Karl Moering, Reichskommissar für die Übernahme der Hamburger Flottille, 5. bis 22. Oktober 1848
- Johann Ludwig Mosle, Reichskommissar für Österreich, 12. Oktober bis 6. November 1848
- Ludwig von Mühlenfels, Reichskommissar für Thüringen, 5. Oktober 1848 bis 10. Februar 1849
- Martin Gotthard Oberländer, Reichskommissar für Reuß jüngere Linie, 31. Juli bis 28. September 1848
- Adolf Xaver Paur, Reichskommissar in Österreich zur Untersuchung der Hinrichtung Robert Blums, 14. November bis 14. Dezember 1848
- Joseph (Ritter von) Pözl, Reichskommissar in Österreich zur Untersuchung der Hinrichtung Robert Blums, 14. November bis 14. Dezember 1848
- Franz Raveaux, Reichskommissar für die Volksversammlung in Offenburg zur Durchführung der Reichsverfassung, 12. bis 13. Mai 1849
- Friedrich von Schäffer-Bernstein, Reichskommissar zur definitiven Festsetzung der Demarkationslinie in Posen, 22. Oktober bis 22. Dezember 1848
- Martin Eduard Sigismund Simson, Reichskommissar in Preußen zur Beilegung des Verfassungskonflikts, 18. November bis 22. Dezember 1848
- Eduard Franz Souchay, Reichskommissar zur Einsetzung der Statthalterschaft in Schleswig-Holstein, 13. bis 27. März 1849
- Karl Johann Wilhelm von Stedman, Reichskommissar für Schleswig-Holstein, 20. September 1848 bis 10. April 1849
- Daniel Friedrich Gottlob Teichert, Reichskommissar für die Übernahme der Hamburger Flottille, 5. bis 22. Oktober 1848
- Christian Bernhard von Watzdorf, Reichskommissar für Sachsen, 6. bis 10. Mai 1849
- Johann Friedrich Wilhelm Wedding, Reichskommissar für den Ankauf von Schiffen, 19. Januar bis 10. Juli 1849
- Karl Theodor Welcker, Reichskommissar für Lauenburg, 10. Juli 1848 bis ?; Reichskommissar in Österreich, 12. Oktober bis 6. November 1848
- Friedrich Gerhard Levin Freiherr von Wintzingerode, Reichskommissar für Lauenburg, 20. April bis 21. Mai 1849
- Friedrich Joseph Zell, Reichskommissar für Baden, 16. Mai bis 1. Juni 1849

## Belege
1. ↑  Thomas Stockinger: Ministerien aus dem Nichts: Die Einrichtung der Provisorischen Zentralgewalt 1848. In: Jahrbuch der Hambach-Gesellschaft 2013, S. 59–84, hier S. 71.